# Elaphoidella plesai
Elaphoidella plesai is een eenoogkreeftjessoort uit de familie van de Canthocamptidae. De wetenschappelijke naam van de soort is voor het eerst geldig gepubliceerd in 1994 door Pesce & Galassi.